# (33336) 1998 VF7
1998 VF7 (asteroide 33336) é um asteroide da cintura principal. Possui uma excentricidade de 0.25163280 e uma inclinação de 13.03958º.
Este asteroide foi descoberto no dia 10 de novembro de 1998 por LINEAR em Socorro.